# Connemara (roman)
Connemara est un roman de Nicolas Mathieu paru en février 2022 aux éditions Actes Sud.
Quatrième roman de son auteur, le livre s'attache à établir le portrait d’adultes quadragénaires à Nancy et dans des zones périurbaines de l'Est de la France, dans les années 2010-2015, et qui se souviennent avec nostalgie, mélancolie et colère, de leur adolescence dans la région dans les années 1990.

## Historique du roman
Le titre fait référence à la chanson de Michel Sardou, Les Lacs du Connemara, tirée de l’album éponyme (1981). Cette célèbre chanson a été choisie par l'auteur car elle est chantée et dansée dans des milieux sociaux très différents (écoles de commerce ou mariages populaires) - thème central du roman.

## Résumé
Dans les années 1990, deux adolescents scolarisés se croisent quelque part, du côté d’Épinal, sans se rencontrer, elle, Hélène, lycéenne sérieuse, ambitieuse, et un peu coincée, lui, Christophe, beau gosse attirant, sportif, hockeyeur de l’Épinal Hockey Club.
Vingt ans plus tard, vers 2010, ils se croisent à nouveau, ils se rencontrent, se fréquentent, à peu près clandestinement. Hockeyeur sur le retour, il est un efficace représentant en nourriture canine, sans avoir quitté la petite région, ni une paire d'amis (Greg, Marco, etc.), et il élève en alternance son fils Gabriel. Hélène a tout quitté, et beaucoup circulé, elle vit désormais près de Nancy, dans une villa d’architecte, avec un mari, Philippe, à carrière supérieure, et trop souvent absent, et leurs deux filles, Clara et Mouche. Elle travaille dans une prospère société de conseil en gestion des ressources humaines, à destination des entreprises, organismes, administrations et collectivités, et promise à un beau développement avec la réforme à venir des régions françaises. Son travail comme sa vie privée la déçoivent.
Le va-et-vient entre les deux périodes permet de suivre le parcours des personnalités et de la société.

## Réception critique
- « La quarantaine venue, tout sépare Hélène de Christophe, qui se sont croisés dans leur jeunesse. Pourquoi ne pas revenir en arrière ? […] Dans Connemara, plusieurs types de colère (personnelles et politiques) sourdent, mais c’est la mélancolie qui domine. Celle qui saisit chacun à l’heure des bilans du mitan de la vie, bien sûr. Mais aussi, et d’abord, celle d’une écriture qui s’est donné l’impossible tâche de jouer les barrages, d’arrêter le cours des jours en fixant son mouvement, de faire pièce à la débâcle en célébrant, aussi, les beautés de la vie. La mélancolie inhérente à l’entreprise grandiose et dérisoire de vouloir rendre éternel par les mots un peu du temps où nous fûmes. »[1]
- « Le titre du roman, Connemara, fleure bon la tourbe et l’herbe humide, mais ne conduit pas dans les vertes contrées d’Irlande. Il fait référence à la célèbre chanson de Michel Sardou, sans laquelle nulle soirée alcoolisée ne saurait se conclure dans l’Hexagone. »[2]
- « L'histoire d'une femme et d'un homme originaires de la même petite ville des Vosges, en Lorraine. L'une a tout fait pour s'en éloigner, l'autre y est resté. »[3]
- « Nicolas Mathieu signe un beau roman sur le mitan de la vie, quand beaucoup a été construit mais que tout est encore possible. Ou presque. »[4]
- « D’une certaine manière, tout le récit est constamment sur le point de piquer une grosse, énorme colère tant il y a de raisons de l’être. Parce que ce n’était pas forcément mieux avant mais que demain a une drôle de tête. « Parce qu’il se dit qu’il est passé à côté du meilleur (…) Et que « ce temps-là ne se retrouvera pas ». »[5]
- « On a du mal aussi à déterminer avec précision ce qui lie vraiment Hélène et Christophe. On est loin de la passion, et pourtant il y a eu de la passion chez Hélène lorsqu’elle a découvert la littérature, passion intense et interdite mais bien vite envolée, on ne sait pourquoi. Du sexe, beaucoup, mais sans passion vraiment (Hélène n’a malheureusement pas lu Passion simple), des sentiments, un peu, davantage liés d’ailleurs au passé adolescent qu’à la relation elle-même, somme toute bien vide. »[6]